# Minuspio chilensis
Minuspio chilensis är en ringmaskart som först beskrevs av Hartmann-Schröder 1962.  Minuspio chilensis ingår i släktet Minuspio och familjen Spionidae. Inga underarter finns listade i Catalogue of Life.